# Roșiori (okręg Vaslui)
Roșiori – wieś w Rumunii, w okręgu Vaslui, w gminie Bunești-Averești. W 2011 roku liczyła 182 mieszkańców.